# Сториони, Лоренцо
Лоренцо Сториони (Lorenzo Storioni, 10 ноября 1744, Кремона — 10 января 1816, Кремона) — итальянский мастер изготовления смычковых инструментов.

## Биография
Один из последних классических скрипичных мастеров кремонской школы, ученик Микеланджело и Зосимы Бергонцы.
В период с 1770 по 1804 год изготовил большое количество музыкальных инструментов. За основу изготовления скрипок взял модель Джузеппе («дель Джезу́») Гварнери, внес  в нее новые элементы: изменил положение F-отверстия, выбирал новые материалы (местный дикий клен), использовал спиртовой лак. Звучание скрипок, изготовленных Лоренцо Сториони, характеризует мощный, открытый, сияющий звук.

## В культуре
В романе каталонского писателя Жауме Кабре «Я исповедуюсь» основной сюжет строится на истории скрипки Лоренцо Сториони. 